# Maurice Edu
Maurice Edu (Fontana, 18 de abril de 1986) é um ex-futebolista dos Estados Unidos.

## Carreira
Edu representou a Seleção Estadunidense de Futebol nas Olimpíadas de 2008.